# Taïryk Arconte
Taïryk Arconte, né le 12 novembre 2003 aux Abymes, est un footballeur français, international guadeloupéen, qui joue au poste d'attaquant au Rodez AF.

## Biographie

### En club
Le 3 avril 2021, à l'âge de 17 ans, Taïryk Arconte dispute son premier match professionnel avec l'AC Ajaccio, face au Valenciennes FC en Ligue 2. Il entre en jeu à la 90e minute de jeu à la place de Michaël Barreto. Pour son deuxième match une semaine plus tard face au Havre AC, il marque deux minutes après son entrée en jeu et permet à son équipe d'égaliser. Le 25 avril 2021, il signe son premier contrat professionnel avec le club ajaccien, d'une durée de quatre saisons. Taïryk Arconte dispute 18 rencontres de Ligue 2 lors de la saison 2021-2022 qui voit l'AC Ajaccio être promu en Ligue 1. Au mois d'août 2022, il ne fait plus d’apparition dans le groupe professionnel corse en première division.
Le 1er septembre 2022, Taïryk Arconte rejoint le Stade brestois, où il signe un contrat de quatre saisons. Il dispute son premier match de Ligue 1 le 6 novembre 2022 contre l'OGC Nice. Arconte ne dispute que cinq rencontres avec l'équipe première pour une seule titularisation face au LOSC Lille le 24 février 2023.
Le 22 août 2023, Arconte est prêté pour une saison au Rodez Aveyron Football.  Le 7 octobre 2023, il marque ses premiers buts avec le RAF à l'occasion d'un triplé face au Stade Malherbe Caen. Il dispute 29 matchs de championnat dont 11 titularisations pour six buts inscrits. En fin de saison, Taïryk Arconte dispute les barrages de promotion en Ligue 1.
Le 30 juillet 2024, Taïryk Arconte signe au Pau FC pour une durée de 3 ans. Le transfert est estimé environ a 600 milles euros.

### En sélection
Le 9 juin 2022, Taïryk Arconte dispute son premier match avec l'équipe de France des moins de 19 ans face à Israël en match amical. Il dispute le Championnat d'Europe des moins de 19 ans 2022, durant lequel il joue deux rencontres de la phase de groupes face à la Slovaquie et l'Italie, contre qui il inscrit un but.
Le 8 septembre 2023, Taïryk Arconte honore sa première sélection en équipe de Guadeloupe contre Saint-Christophe-et-Niévès dans le cadre de la Ligue des nations de la CONCACAF, et inscrit le but de la victoire des siens. Il inscrit un doublé lors du match retour le 19 novembre, qui permet aux Gwada Boys de finir à la première place de leur groupe de Ligue B et d'assurer leur promotion en Ligue A.
En juin 2025, il est convoqué pour disputer la Gold Cup 2025.

### Profil
Taïryk Arconte peut évoluer sur tous les fronts de l'attaque, mais déclare être plus à l'aise lorsqu'il joue au poste d'avant-centre. Il considère sa pointe de vitesse comme sa principale qualité.